# アライアンス (プロレス)
アライアンス（The Alliance）は、2001年にWWF（現WWE）に存在した一大ヒールユニットの名称である。WCW・ECW連合軍、連合軍、チーム・アライアンスなどと呼ばれることもある。

## 概略
2001年3月にWWFが長年のライバル会社であったWCWに関する権利を買い取った際、WWF会長ビンス・マクマホンの息子シェイン・マクマホンがビンスを出し抜きWCWを買収しオーナーとなった（設定上）。以降2人は両団体のオーナーとして対立する。
7月9日の『RAW is WAR』に元ECWのロブ・ヴァン・ダムとトミー・ドリーマーが乱入。さらにはECW崩壊後WWFに所属していた元ECW選手も集まり、リング上にいたケインとクリス・ジェリコを襲撃した。そしてかつてのECWオーナー、ポール・ヘイマンがECWの復活を宣言。このECWの侵攻をビンスとシェインは協力して食い止めるかと思われたが、シェインはWCWレスラーを引き連れECWと組み、アライアンスを結成する。そしてビンスの娘であるステファニー・マクマホンがECWオーナーとなった。その後7月22日のPPV『インベイジョン』ではストーン・コールド・スティーブ・オースチンが、以降もクリスチャン、ウィリアム・リーガルなどが次々とWWFを裏切り、さらに11月にはカート・アングルがアライアンスに加入。
WWFとアライアンスは11月18日の『サバイバー・シリーズ2001』で決着をつけることとなる。メインイベントのイリミネーション･マッチではカートがアライアンスを裏切り（実際はビンスがスパイとしてアライアンスに送り込んでいた）、オースチンを襲撃。試合はWWFが勝利し、アライアンスは消滅した。

## 主なメンバー

### WCW
- シェイン・マクマホン（WCWオーナー）
- ブッカー・T
- ダイヤモンド・ダラス・ペイジ
- ザ・ハリケーン
- チャック・パルンボ
- ショーン・オヘア
- クリス・キャニオン
- ショーン・スタージャック
- チャボ・ゲレロ・ジュニア
- ヒュー・モラス
- ビリー・キッドマン
- ステイシー・キーブラー
- トリー・ウィルソン
- チャールズ・ロビンソン（レフェリー）
- ニック・パトリック（レフェリー）
- ランス・ストーム

### ECW
- ステファニー・マクマホン（ECWオーナー）
- ポール・ヘイマン
- ロブ・ヴァン・ダム
- トミー・ドリーマー
- タズ
- ババ・レイ・ダッドリー
- ディーボン・ダッドリー
- ライノ
- レイヴェン
- ジャスティン・クレディブル

### WWFからの造反組
- ストーン・コールド・スティーブ・オースチン
- デブラ
- ウィリアム・リーガル
- クリスチャン
- テスト
- モーリー・ホーリー
- テリー・ラネルズ
- アイボリー
- スティーブン・リチャーズ
- カート・アングル（ビンスがスパイとして送り込む）